# LY Большого Пса
LY Большого Пса (лат. LY Canis Majoris), HD 54786 — одиночная переменная звезда в созвездии Большого Пса на расстоянии (вычисленном из значения параллакса) приблизительно 20920 световых лет (около 6414 парсеков) от Солнца. Видимая звёздная величина звезды — от +9,27m до +8,99m.

## Характеристики
LY Большого Пса — бело-голубой сверхгигант, пульсирующая переменная Be-звезда (BE) спектрального класса B1/B2Ib: или Be.